# محمد شهاب
محمد شهاب (1976) هو لاعب سنوكر إماراتي محترف سابق.

## روابط خارجية
- محمد شهاب على موقع CueTracker.net (الإنجليزية)
- محمد شهاب على موقع بطولة العالم للسنوكر (الإنجليزية)